# جسی پرتز
جسی دابلیو. پرتز (به انگلیسی: Jesse W. Peretz) (زاده ۱۹ مه ۱۹۶۸ در کمبریج، ماساچوست) نوازنده گیتار باس، کارگردان اهل آمریکا و برنده جایزه گرمی برای کارگردانی موزیک ویدئو است.

## فیلم‌شناسی
- اولین عشق، آخرین مناسک (۱۹۹۷)
- قصر (۲۰۰۱)
- اکس (۲۰۰۶)
- برادر ابله ما (۲۰۱۱)